# Tête de paysan catalan
Tête de paysan catalan est un tableau réalisé par le peintre espagnol Joan Miró en 1925. Cette huile sur toile est le portrait d'un paysan de Catalogne, partie d'une série sur le même thème. Un temps la propriété de Roland Penrose, elle est aujourd'hui conservée conjointement par la Tate à Londres et la Scottish National Gallery of Modern Art à Édimbourg.

## Expositions
- Miró : La couleur de mes rêves, Grand Palais, Paris, 2018-2019 — n°14.